# Binböletjärnen
Binböletjärnen är en sjö i Kramfors kommun i Ångermanland och ingår i Nätraån-Ångermanälvens kustområde. Sjön är 13,3 meter djup, har en yta på 0,075 kvadratkilometer och är belägen 77,5 meter över havet.

## Delavrinningsområde
Binböletjärnen ingår i det delavrinningsområde (698142-162072) som SMHI kallar för Inloppet i Åsängssjön. Medelhöjden är 140 meter över havet och ytan är 4,47 kvadratkilometer. Det finns inga avrinningsområden uppströms utan avrinningsområdet är högsta punkten. Vattendraget som avvattnar avrinningsområdet har biflödesordning 2, vilket innebär att vattnet flödar genom totalt 2 vattendrag innan det når havet efter 7,9 kilometer. Avrinningsområdet består mestadels av skog (78 procent) och jordbruk (10 procent). Avrinningsområdet har 0,07 kvadratkilometer vattenytor vilket ger det en sjöprocent på 1,7 procent.